# Memorijalni atelje Zvonka Cara
Memorijalni atelje Zvonka Cara u Crikvenici otvoren je u spomen na Zvonka Cara i njegov obiman i plodan rad. 
Grad Crikvenica uredio je zgradu Carevog kiparskog ateljea i pretvorio u Memorijalni atelje Zvonka Cara, koji je otvoren povodom Dana Grada Crikvenice, 14. kolovoza 2007. godine. Središnje mjesto u Ateljeu zauzima stalni izložbeni postav s radovima koji se čuvaju u samome Ateljeu, te s izborom osobnih predmeta i umjetničkog materijala koji dočaravaju radnu atmosferu umjetnikova ateljea. Stalni postav prati prigodna izložba koja prezentira dio Carevih skulptura snimljenih u javnim prostorima.

## Povijest
Općina Crikvenica je godine 1955. na inicijativu tadašnjeg predsjednika općine, Dušana Cvetića, u parku između hotelskih zdanja Miramare i Esplanade, Zvonku Caru sagradila kiparski atelje. Posebno je značajna činjenica da je to jedna od rijetkih građevina, ako ne i jedina u Primorsko-goranskoj županiji, a koja je namjenski građena u svrhu umjetničkog ateljea. 
Zgrada ateljea vrlo je jednostavna, građena kao jedinstveni visoki prostor pravokutnog, izduženog tlocrta dimenzija 15 x 5 m, sa sjevernim prozorima postavljenim do 7 m visine, pod blago skošenim jednoslivnim krovom.
Tu su nastali mnogobrojni radovi, od javnih spomenika do kiparskih djela manjeg formata pa i slika, koji se danas nalaze ne samo u mjestima županije, nego i diljem svijeta. U ateljeu je umjetnik provodio veći dio svojega vremena, radio skice i studije skulptura u crtežu i glini, lijevao ih u sadri i pripremao za lijevanje u bronci. Tu je primao posjetitelje, prijatelje i kupce, znance i slučajne namjernike, a mnoge je privlačila upravo vedra i pristupačna umjetnikova narav.